# Brug 474
Brug 474 is een vaste brug in Amsterdam-Noord.
De brug voor voetgangers is gelegen in het verlengde van de straat Dierenriem ter hoogte van huisnummer 1 en Dolfijnhof. Ze overspant de Kometensingel, die hier de scheidslijn vormt tussen buurten waarin de straten zijn vernoemd naar tekenen in de dierenriem en een buurt waarin de straatnamen verwijzen naar planeten.
De Dierenriembuurt werd rond 1956/1957 gebouwd met woningen naar een ontwerp van architect Frans van Gool. Op de kaart van de rampbestrijding van de overstroming van 15 januari 1960 is de brug aangegeven, de brug stond toen ook onder water. De brug is ontworpen door de Dienst der Publieke Werken waar toen Dick Slebos en Dirk Sterenberg verantwoordelijk waren voor de bruggen.
Deze brug is echter ontworpen door hun veel minder bekendere collega Cornelis Johannes Henke. Hij kwam met een ontwerp, dat toen in Amsterdam veelvuldig werd toegepast. Er kwamen houten funderingspalen waarop betonnen en gemetselde landhoofden met een overspanning van gewapend wit beton en 6,33 meter lengte. De metalen balustrades van de brug werden geleverd in het Amsterdamse standaardblauw. De brug heeft een heel licht welvend wegdek. De bruggen 473 en 475 uit hetzelfde jaar hebben dezelfde constructie, brug 1755 die daartussen ligt heeft een heel andere constructie, want zij dateert van later datum.
<<< · 400 · 401 · 402 · 403 · 404 · 405 · 406 · 407 · 408 · 409 · 410 · 411 · 413 · 414 · 415 · 416 · 417 · 418 · 419 · 420 · 421 · 422 · 423 · 424 · 425 · 427 · 429 · 430 · 431 · 432 · 433 · 434 · 435 · 436 · 437 · 438 · 439 · 440 · 441 · 442 · 443 · 444 · 445 · 446 · 447 · 448 · 449 · 450 · 451 · 452 · 453 · 454 · 455 · 456 · 457 · 458 · 459 · 460 · 461 · 462 · 463 · 464 · 465 · 466 · 469 · 470 · 471 · 472 · 473 · 474 · 475 · 476 · 478 · 479 · 480 · 482 · 483 · 485 · 486 · 487 · 488 · 489 · 490 · 491 · 492 · 493 · 494 · 495 · 496 · 497 · 499 · >>>
Brugnummers 412, 426, 428, 467, 468, 477, 481, 484 en 498 zijn niet (meer) vergeven.